# Marco Patuano
Marco Patuano (Alessandria, 6 de junio de 1964) es un economista italiano,  presidente de A2A Group y designado consejero delegado de Cellnex Telecom. 

## Biografía
Es Licenciado en Empresariales por la Universidad Bocconi en Milán (Italia), y tiene estudios de postgrado en Europa y Estados Unidos.
Comenzó su carrera en el Grupo Telecom Italia en 1990, donde ha desarrollado la mayor parte de su carrera profesional, hasta convertirse en CEO del Grupo en 2011.
Durante su etapa en Telecom Italia, participó en la creación y lanzamiento de TIM (1995-2001) y pasó seis años en el extranjero (2002-2008) como CFO de TIM Brasil, General Mánager para América Latina y CEO de Telecom Argentina. Durante este período, formó parte y presidió el Consejo de Administración de varias compañías cotizadas, tanto en los mercados locales como en los EE. UU.
De 2013 a 2016 fue miembro del Consejo de la GSMA. Como consejero de la GSMA, presidió la Comisión de Regulación y fue miembro de la Comisión de Estrategia y de la Comisión de Finanzas.
Desde enero de 2017 es CEO de Edizione S.r.l., el holding de la familia Benetton. Es consejero de Atlantia S.p.A., Autogrill S.p.A., AC Milan S.p.A. y Benetton Group Srl. 
En junio de 2016, Marco Patuano es designado presidente no ejecutivo de Cellnex Telecom, cargo del que dimite el 25 de abril de 2019. El 28 de abril de 2023, el consejo de admistración de Cellnex acuerda proponer a la junta de accionistas de la compañía el nombramiento de Patuano como consejero delegado de la sociedad, con efectos desde el 4 de junio de 2023.